# Jens Jakob Wolf Martens
Jens Jacob Wolf Martens (2. januar 1920 – 8. eller 9. august 1944) var en dansk modstandsmand.

## Biografi
Han var som stud.polit. medlem af modstandsgruppen BOPA.
I en fangetransport på 11 modstandsfolk var han på vej fra Shellhuset til Frøslevlejren om bord på en lastbil, der standsede ved Rorup nær Osted mellem Roskilde og Ringsted.
Iført håndjern blev alle 11 bedt om, at træde af på ”naturens vegne” og alle blev skudt af Gestapo, angiveligt under flugtforsøg.

## Efter hans død
Den 5. juli 1945 blev hans jordiske rester i Ryvangen opgravet og ført til Retsmedicinsk Institut, og blev 9. juli samme år kremeret i Bispebjerg Krematorium.
Mindeplade opsat på Lindevangsskolen på Frederiksberg, hvor han gik i skole som barn.